# 友松文雄
友松 文雄（ともまつ ふみお、明治16年（1883年） - 昭和31年（1956年））は日本の教育者。元鳥取県米子市教育長友松康雄の父。

## 経歴
鳥取県久米郡小鴨村（現在の倉吉市）に生まれた。
鳥取県師範学校卒業後、角盤・箕蚊屋高小教諭を務めたのち淀江・義方・啓成小校長を歴任し、傍ら第14代西伯教育会長として教育界に尽くした。
鈴木千代松角盤高小校長らと諮り山陰連合教育大会結成によって教権の拡大強化を考え京都府・兵庫県・島根県の加盟に成功、大正7年（1918年）第1回を米子市で開催。以来昭和5年（1930年）まで22回開催。
一方、体育振興に努め米子公設運動場の設置に奔走し大正15年（1926年）開場を記念して第1回中国オリンピック大会を実現させた。
昭和9年（1934年）米子市初等教育研究会を設立し毎年研究発表会を開催した。退職後、米子市教学課長となった。

## 関連
- 鈴木千代松
- 友松康雄